# Pseudoleria intermedia
Pseudoleria intermedia är en tvåvingeart som beskrevs av Garrett 1925. Pseudoleria intermedia ingår i släktet Pseudoleria och familjen myllflugor. Inga underarter finns listade i Catalogue of Life.